# Hypercompe theophila
Hypercompe theophila là một loài bướm đêm thuộc phân họ Arctiinae, họ Erebidae.